# Puerto San José
Puerto San José är en ort i Guatemala.   Den ligger i departementet Departamento de Escuintla, i den södra delen av landet, 90 km söder om huvudstaden Guatemala City. Puerto San José ligger 6 meter över havet och antalet invånare är 18 655.
Terrängen runt Puerto San José är mycket platt. Havet är nära Puerto San José söderut.  Puerto San José är det största samhället i trakten. 